# 1810
1810 (MDCCCX) fue un año común comenzado en lunes según el calendario gregoriano.

## Acontecimientos

### Enero
- 28 de enero: en las inmediaciones de la villa de Dueñas, la guerrilla de Jerónimo Merino, que actuaba sobre las Comunicaciones entre Burgos y Valladolid, embosca a una división imperial francesa y logra matar a unos 1500 hombres.

### Febrero
- 13 de febrero: tras apoderarse de Jaén, Córdoba, Sevilla y Granada, las tropas napoleónicas entran en Málaga al mando del general Sebastiani.
- 16 de febrero: Un terremoto de 7,5 sacude la isla de Creta dejando 300 muertos.
- 17 de febrero: Napoleón Bonaparte decreta que Roma es la segunda capital del Imperio.
- 19 de febrero: Un terremoto de 7,3 sacude Corea del Norte, derrumbando casas y provocando muchas muertes.
- 20 de febrero: es ejecutado Andreas Hofer, patriota tirolés y líder de la rebelión contra las tropas de Napoleón.

### Abril
- 2 de abril: Napoleón contrae matrimonio con María Luisa, hija del emperador de Austria Francisco I.
- 19 de abril: Venezuela toma las primeras iniciativas que la conducirán a independizarse de España.
- 27 de abril: en Viena (Austria) el compositor alemán Ludwig van Beethoven compone la obra para piano Para Elisa.

### Mayo
- 25 de mayo: en Buenos Aires (actual Argentina) tiene lugar la Revolución de Mayo, que expulsa al virrey Baltasar Hidalgo de Cisneros y nombra en su lugar a la Primera Junta (inicio de la independencia, que se concretará en el 9 de julio de 1816).

### Julio
- 9 de julio: las fuerzas revolucionarias de Buenos Aires parten hacia Córdoba y el Alto Perú al mando del coronel Francisco Ortiz de Ocampo.
- 10 de julio: durante la Guerra de la Independencia Española fue incendiada la villa de Almazán por las tropas francesas al mando del general Régis Barthélemy Mouton-Duvernet, con motivo de la tenaz resistencia, que dentro de sus muros, hizo el guerrillero Jerónimo Merino, con 1600 hombres.
- 20 de julio: sucesos en Santa Fe, capital del Nuevo Reino de Granada, iniciados por el incidente del Florero de Llorente, inicia el proceso que culmina con la independencia de la Nueva Granada, hoy Colombia.
- 31 de julio: la junta contrarrevolucionaria del Virreinato del Río de la Plata (proespañola) abandona la ciudad de Córdoba.

### Agosto
- 2 de agosto: en la villa de Quito (actual Ecuador), los líderes de la Junta Autónoma creada en 1809 y 200 ciudadanos más, son asesinados en el cuartel real y en las calles aledañas por los ejércitos realistas, enviados desde los virreinatos de Lima y Nueva Granada, debido a un fracasado intento de la ciudadanía por liberarlos.
- 6 de agosto: la villa de Mompox declara su independencia absoluta de España, es la primera población de Colombia que da este paso.
- 7 de agosto: el coronel Francisco Ortiz de Ocampo al mando de las fuerzas revolucionarias se apodera de la ciudad de Córdoba, abandonada una semana antes por las tropas leales a España.
- 18 de agosto: el coronel Antonio González Balcarce reemplaza al coronel Francisco Ortiz de Ocampo al mando de las fuerzas revolucionarias en la primera expedición auxiliadora al Alto Perú.
- 26 de agosto: en la aldea argentina de Cabeza de Tigre (actual Los Surgentes, en la provincia de Córdoba), Juan José Castelli y Domingo French ordenan el fusilamiento del exvirrey Santiago de Liniers y de otros militares sublevados, que habían organizado una contrarrevolución para evitar que Argentina se independizara de España.

### Septiembre
- 16 de septiembre: en México, Miguel Hidalgo convoca a los feligreses para que se levanten en armas contra el régimen español en un acto conocido como el Grito de Dolores.
- 18 de septiembre: en Chile, se realiza la Primera Junta Nacional de Gobierno, en un cabildo abierto. Con esto se inicia el primer período de la independencia chilena, llamado Patria Vieja.
- 24 de septiembre: Grito Libertario de Santa Cruz de la Sierra, encabezado por Lemoine y Seoane, estudiantes de la universidad de San Xavier.
- 24 de septiembre: tiene lugar uno de los acontecimientos más relevantes de la historia de San Fernando (Cádiz), cuando se constituyen por primera vez las Cortes Generales y Extraordinarias de España en plena invasión del ejército napoleónico.

### Octubre
- 6 de octubre: Revolución contra el dominio español en Oruro encabezado por el Dr.Tomas Barron ocurrido en la plaza de armas.
- 27 de octubre: en el Combate de Cotagaita (en el Alto Perú), los realistas derrotan a las fuerzas revolucionarias.
- 26 de octubre: en Cuba se desata la Tormenta de la Escarcha Salitrosa (12 días hasta el 10 de noviembre). En La Habana, el mar inunda la calle Obispo, y los botes navegan por esa calle hasta frente a donde después estaría La Moderna Poesía. Se hunden 70 buques. El mar pasa 8 varas sobre las astas de las banderas de las fortalezas de La Habana.
- 30 de octubre: en la Batalla del Monte de las Cruces, en México se enfrentan las fuerzas insurgentes contra las realistas, triunfando las primeras.

### Noviembre
- 4 de noviembre: ocurre la Batalla de Aguanegra, considerada como la primera batalla de la Guerra de Independencia Venezolana.
- 7 de noviembre: en la batalla de Suipacha, las fuerzas revolucionarias obtienen su primera victoria en la primera Campaña al Alto Perú.
- 10 de noviembre: la ciudad de Potosí se levanta en armas contra el poder español.

### Diciembre
- 14 de diciembre: en Hampshire (Inglaterra), un violentísimo tornado F5 recorre desde Old Portsmouth hasta Southsea Common; se cree que no produjo víctimas fatales.
- 19 de diciembre: en la batalla de Campichuelo (Paraguay), las fuerzas revolucionarias argentinas —al mando del abogado Manuel Belgrano— derrotan a los españoles.

## Nacimientos

### Enero
- 27 de enero: Tomás Gomensoro, presidente uruguayo entre 1872 y 1873 (f. 1900).

### Marzo
- 1 de marzo: Frédéric Chopin, compositor polaco (f. 1849).

### Mayo
- 4 de mayo: Lorenzo Salvi, tenor italiano (f. 1879).

### Junio
- 8 de junio: Robert Schumann, compositor alemán (f. 1856).
- 9 de junio: Carl Otto Nicolai, compositor y director de orquesta alemán (f. 1849).

### Julio
- 5 de julio: Phineas Taylor Barnum, empresario, político y artista circense estadounidense (f. 1891).

### Agosto
- 10 de agosto: Lorenzo Batlle, militar, político y presidente uruguayo entre 1868 y 1872 (f. 1887).
- 29 de agosto: Juan Bautista Alberdi, diputado argentino (f. 1884).

### Septiembre
- 16 de septiembre: Sidney Herbert, político inglés, aliado y consejero de Florence Nightingale (f. 1861).

### Diciembre
- 7 de diciembre: Theodor Schwann, naturalista, fisiólogo y anatomista prusiano (f. 1882).
- 24 de diciembre: Wilhelm Marstrand, pintor danés (f. 1873).

## Fallecimientos

### Enero
- 22 de enero: Mariano Álvarez de Castro, gobernador militar español (n. 1749).
- 29 de enero: Pedro Domingo Murillo, caudillo rebelde, instigador de la Revolución de La Paz en el Alto Perú (n. 1757).

### Febrero
- 24 de febrero: Henry Cavendish, científico inglés (n. 1731)

### Julio
- 23 de julio: Tomás Toribio, arquitecto español (n. 1756)

### Agosto
- 26 de agosto: Santiago de Liniers, patriota francés (n. 1753)

### Septiembre
- 19 de septiembre: Gabriel de Avilés y del Fierro, gobernador de Chile (n. 1735).

### Octubre
- 16 de octubre: Najman de Breslav, rabino de la República de las Dos Naciones y rusa (n. 1772).

### Fechas desconocidas
- Vicente Alcalá Galiano, militar y escritor inglés (n. 1757).
- Charles de Beaumont
- Jonas Carlsson Dryander
- Catalina Dáshkova
- Hans Axel de Fersen
- Alejandro Malaspina
- Jean-Georges Noverre
- François Péron
- Johann Wilhelm Ritter
- Philipp Otto Runge
- Johann Christian Daniel von Schreber
- Vicente Moreno Baptista
- Julien Dubuque, primer colono de Iowa, Estados Unidos.
- María Antonia de Jesús Tirado, fundadora de las Dominicas del Santísimo Sacramento.
- Tomás Antonio Gonzaga, poeta, jurista y activista político brasileño de origen portugués, autor de Marília de Dirceu.